# Pteropus aruensis
Pteropus aruensis (Крилан арський) — вид рукокрилих, родини Криланових.

## Опис
Великий крилан, з довжиною передпліччя між 190 і 191 мм. Шерсть коротка. Спинна частини незвично жовтувато-біла, що різко контрастує з коричневим коміром і темно-коричневою головою, в той час як черевні частини посипані золотим і чорнуватим волоссям. Рило довге і тонке, очі великі. Вуха відносно короткі з закругленими кінцями. Вид не має хвоста.

## Поширення, поведінка
Країни поширення: Індонезія — архіпелаг Ару. 